# SEAT
SEAT S.A. (Sociedad Española de Automóviles de Turismo) – hiszpańskie przedsiębiorstwo z branży motoryzacyjnej, które specjalizuje się w produkcji samochodów osobowych, zostało założone w 1950 roku. Przedsiębiorstwo jest własnością niemieckiego koncernu motoryzacyjnego Volkswagen AG.

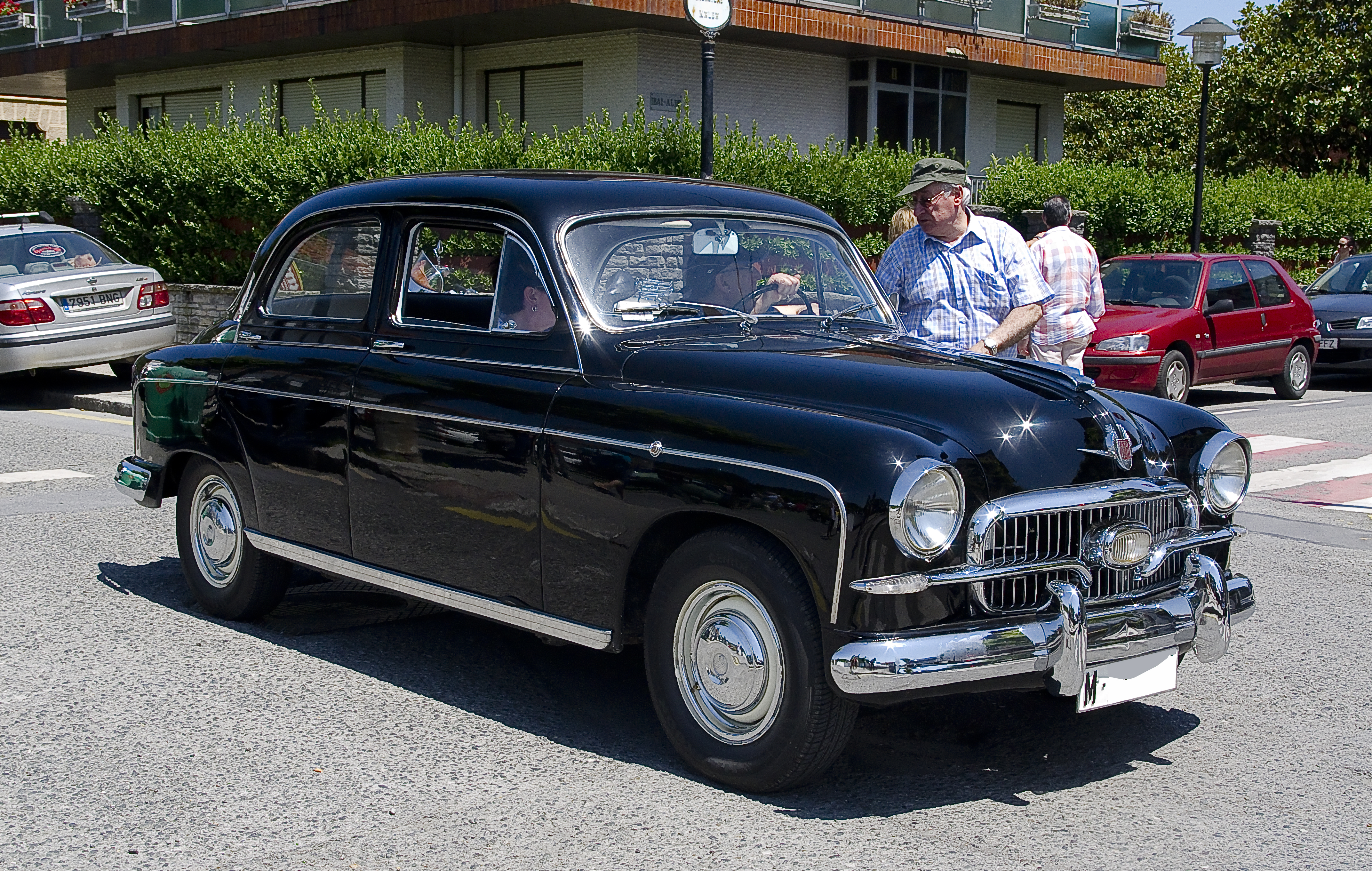
Seat 1400 B

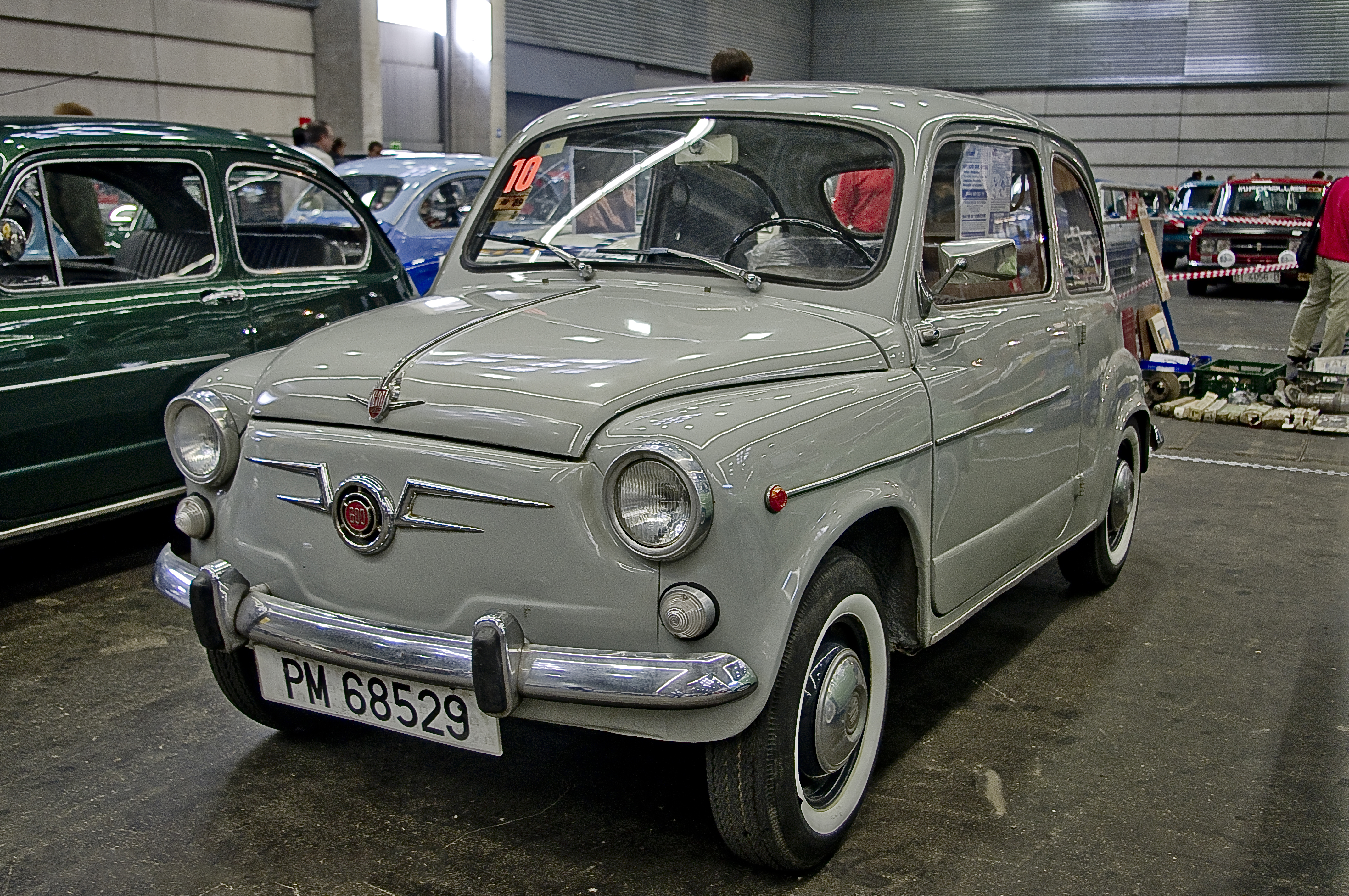
Seat 600 D

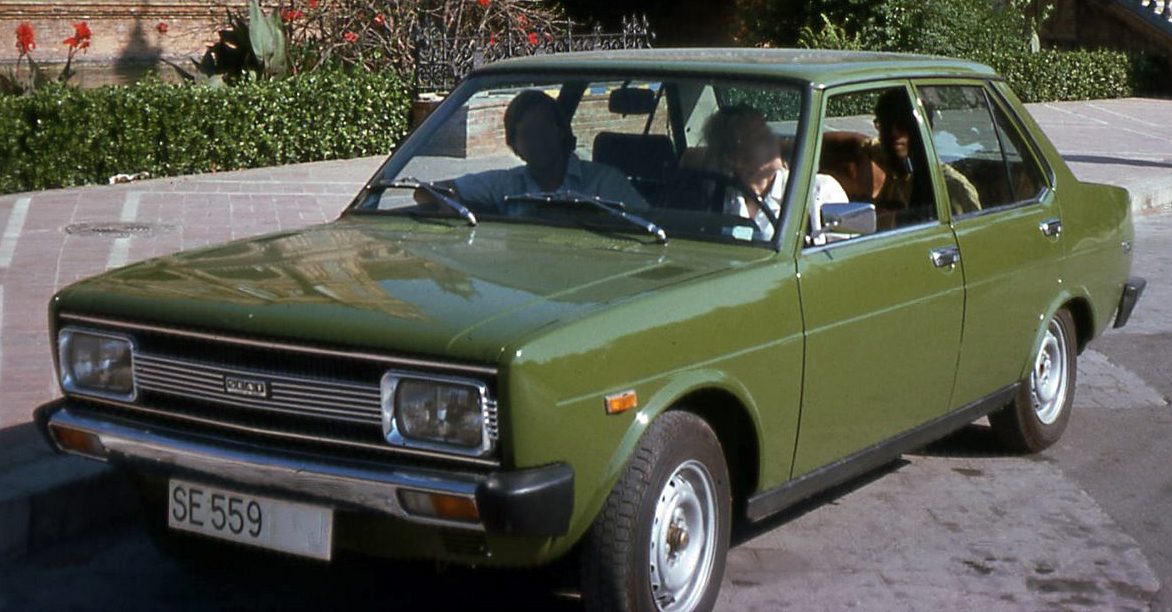
Seat 131

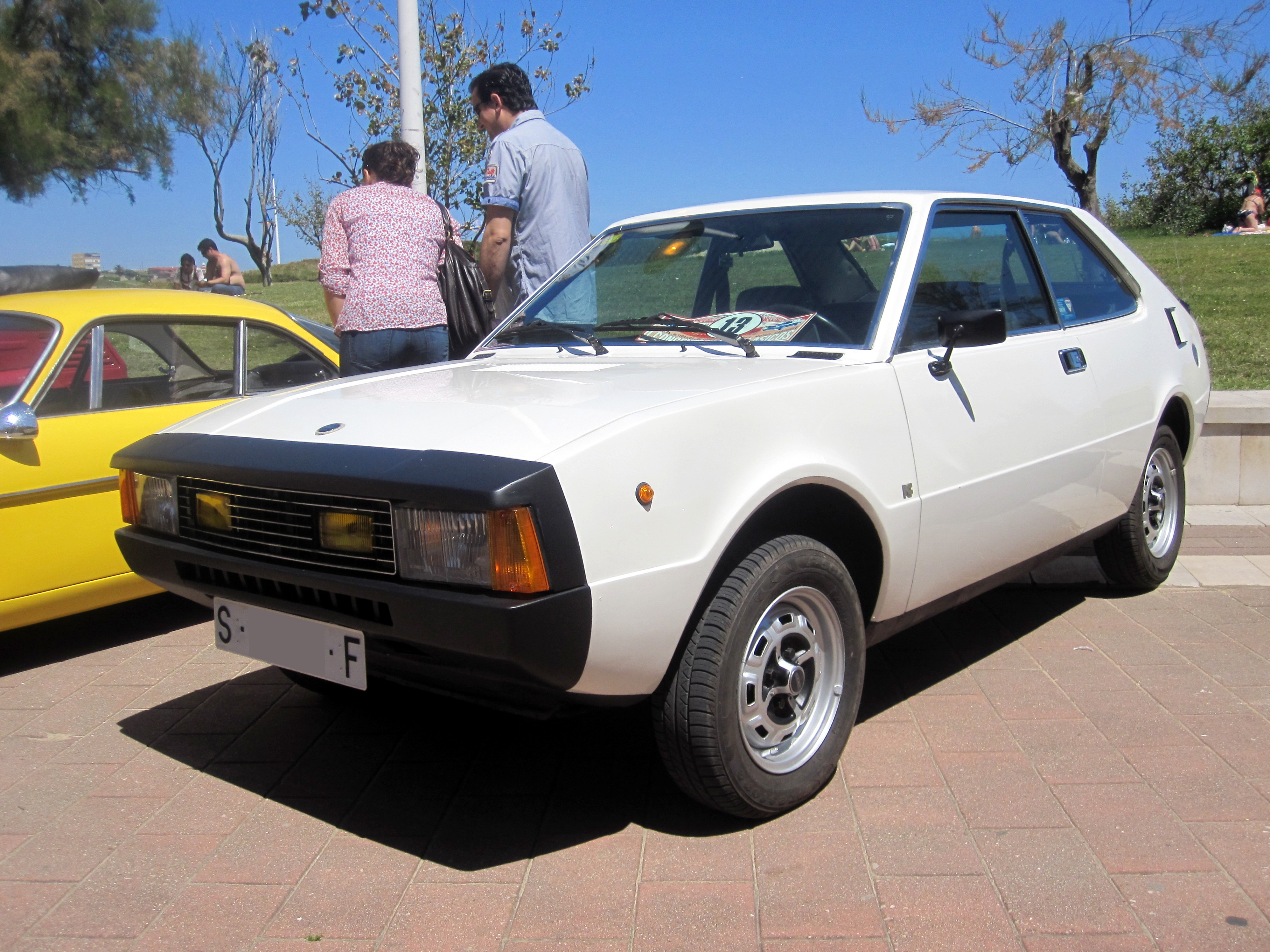
Seat 1200 Sport

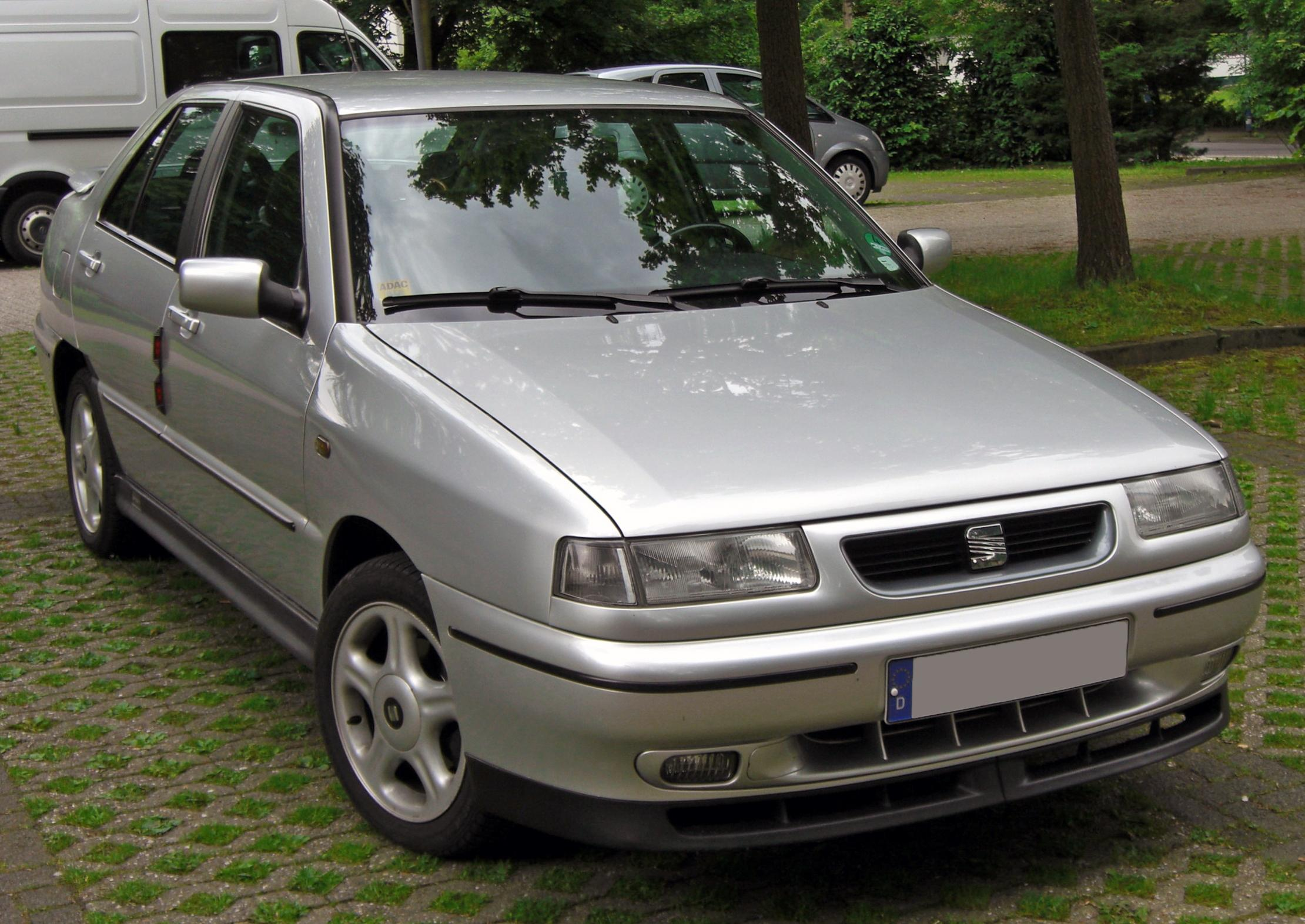
Seat Toledo I

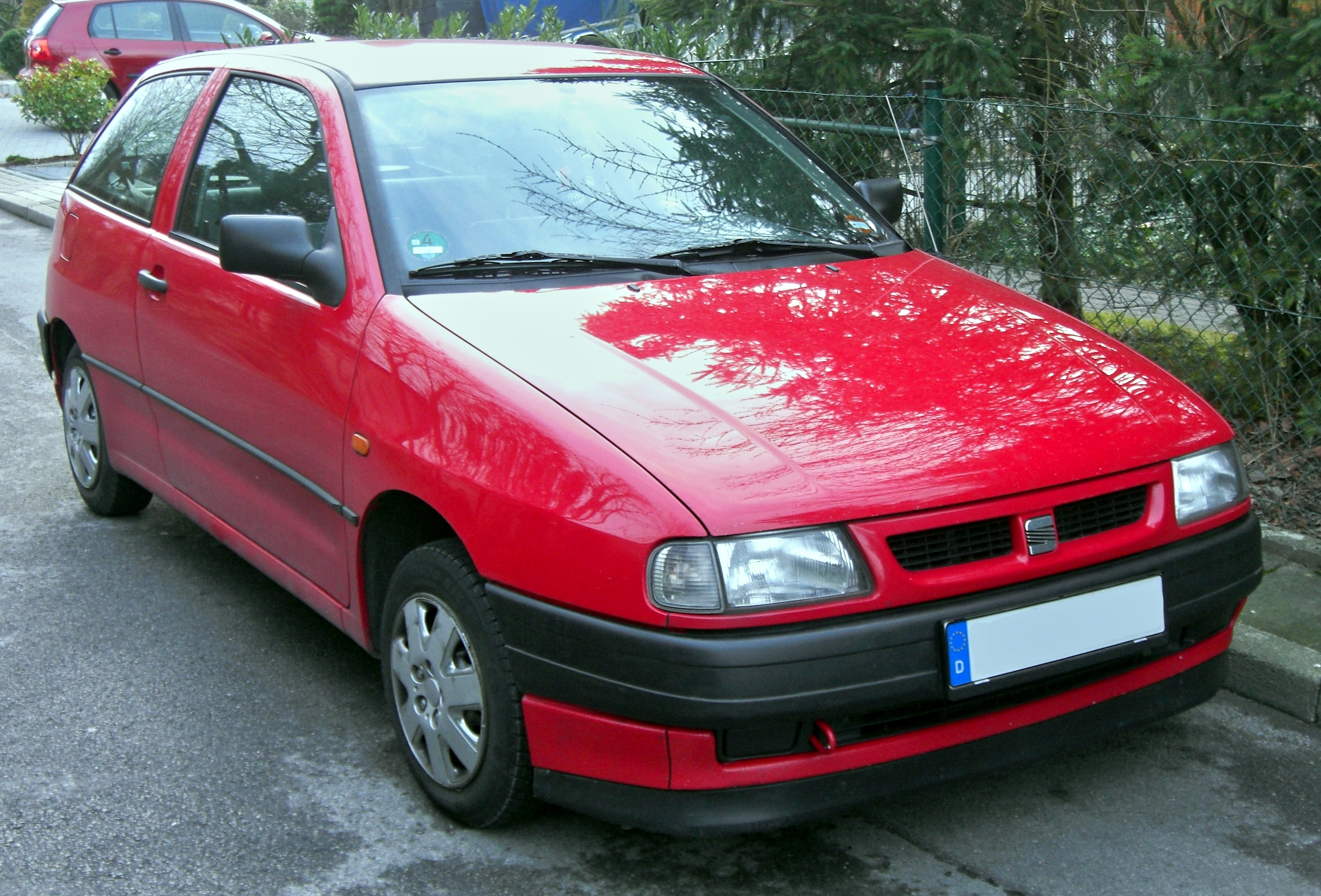
Seat Ibiza II

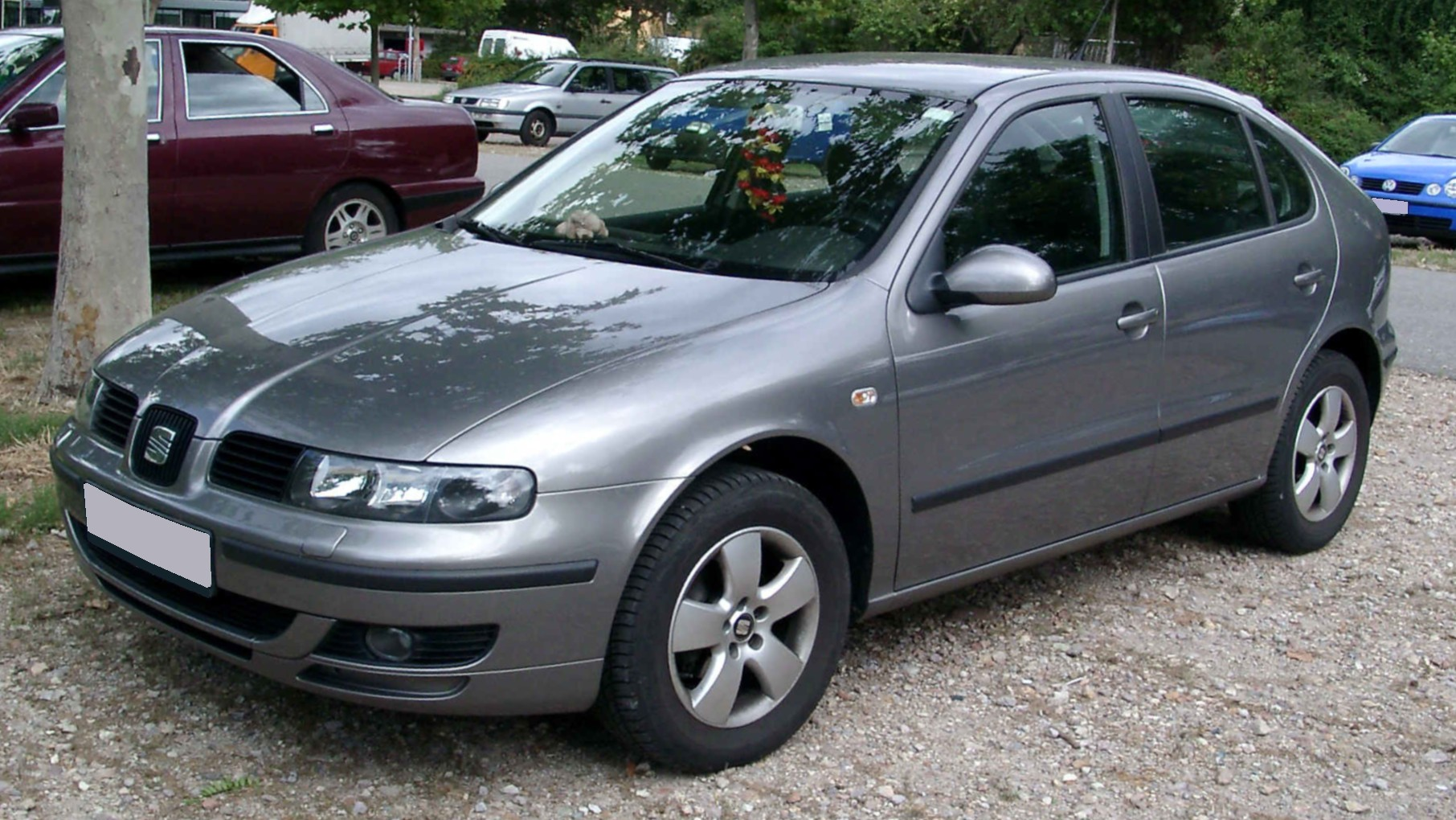
Seat León I

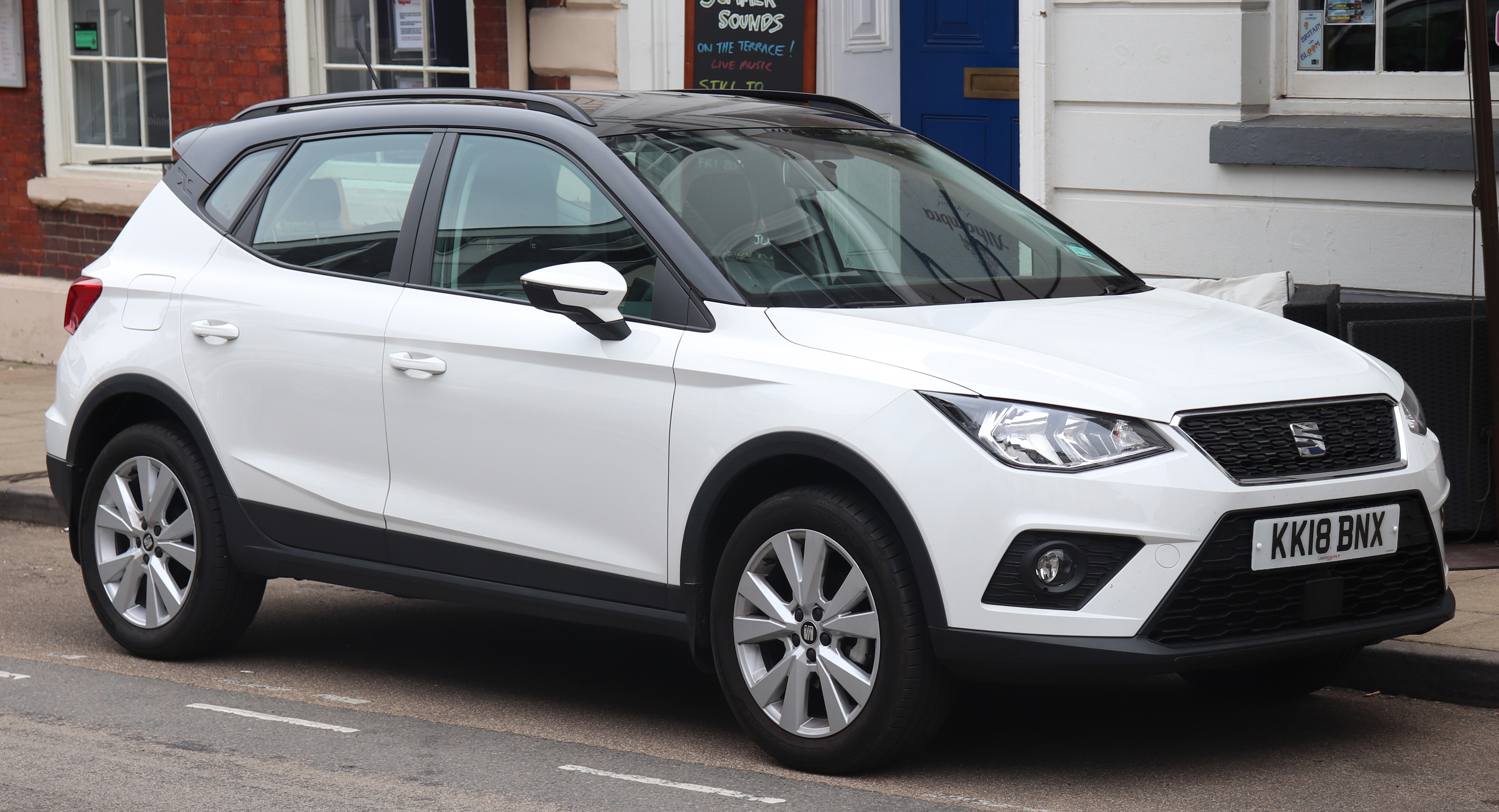
Seat Arona I

## Historia

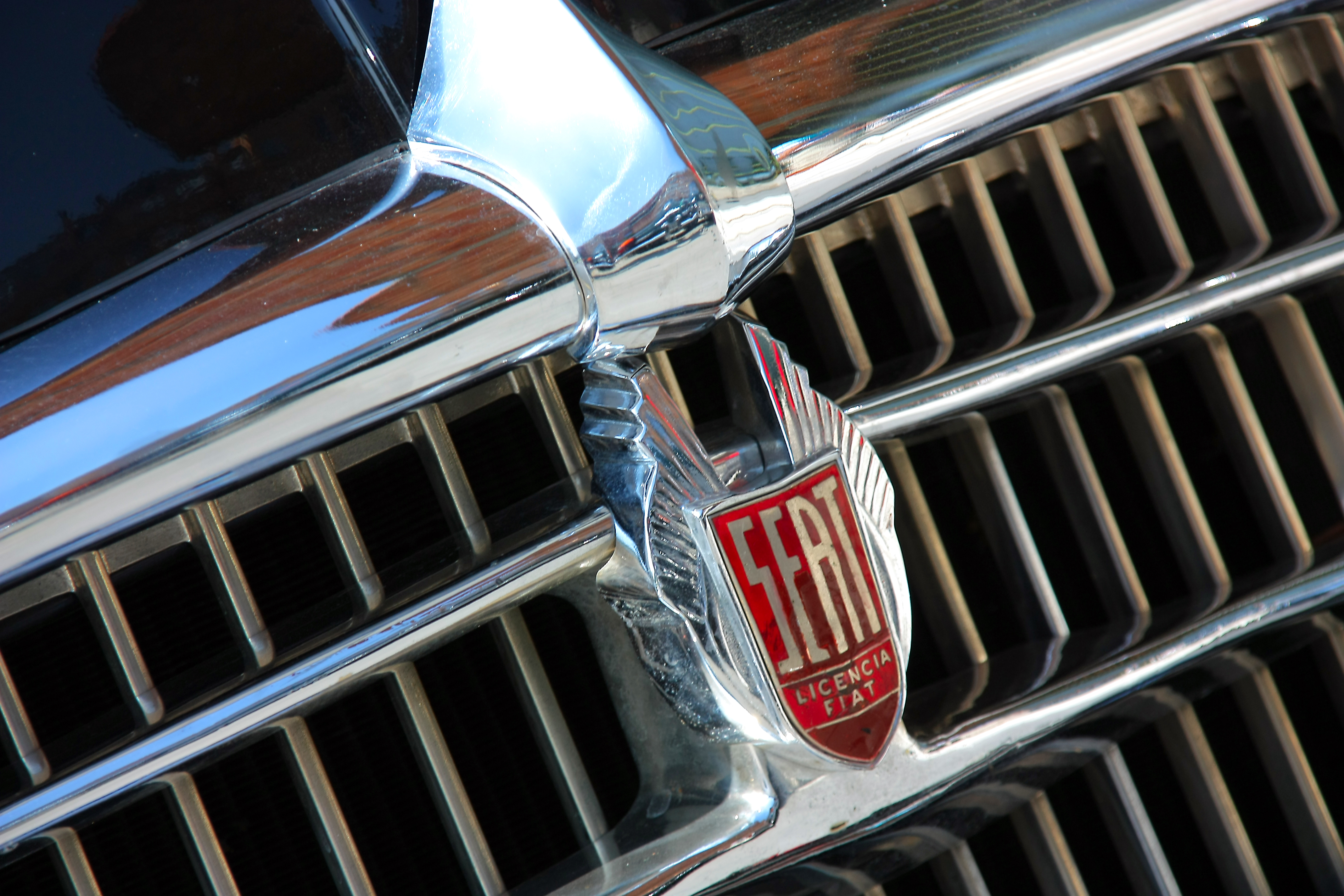
Pierwsze logo przedsiębiorstwa SEAT.

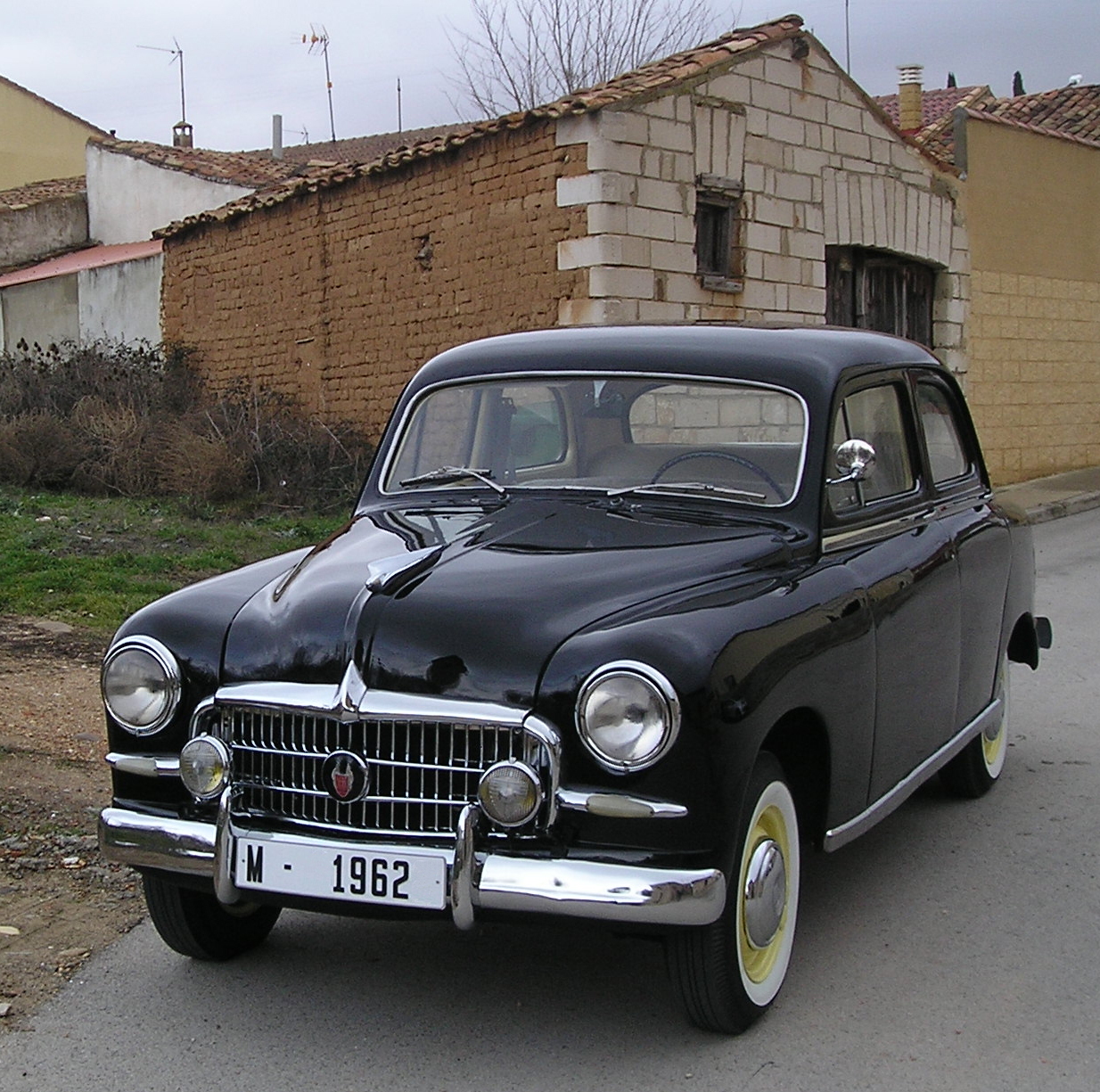
Pierwszy model przedsiębiorstwa – SEAT 1400, produkowany w latach 1953–1963.

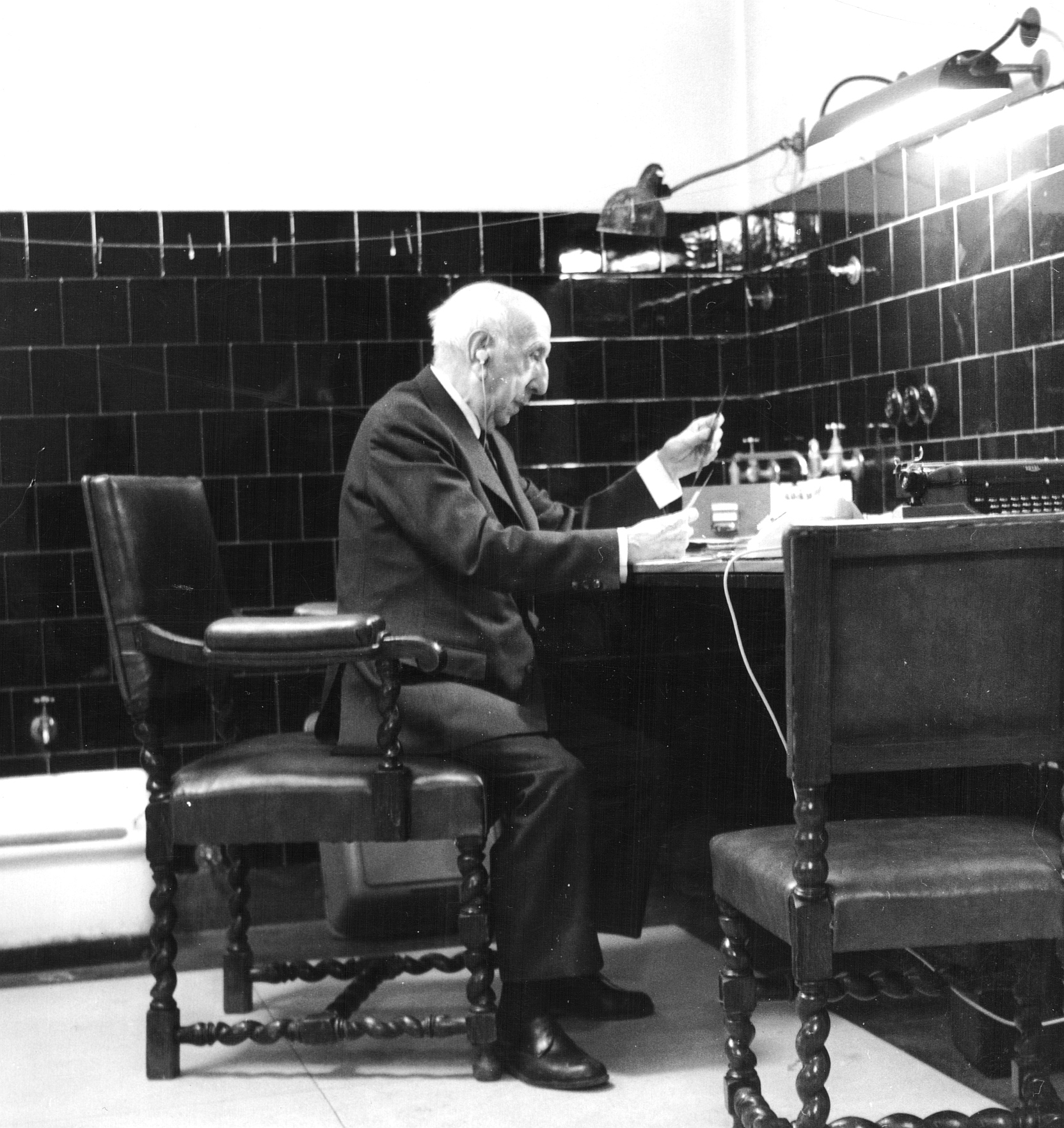
Pierwszy prezes firmy – José Ortiz-Echagüe, który od 1976 r. był prezesem honorowym do swojej śmierci.

Przedsiębiorstwo SEAT założone zostało 9 maja 1950 roku przez Hiszpański Narodowy Instytut Przemysłu (51%), korporację sześciu banków (42%) oraz włoski koncern motoryzacyjny FIAT (7%). Pierwszym modelem marki SEAT był model 1400, którego produkcja odbywała się na licencji pierwszego opracowanego po II wojnie światowej Fiata 1400. Produkcja pierwszego pojazdu rozpoczęła się w nowo wybudowanej fabryce Zona Franca w Barcelonie. W 1957 roku rozpoczęto produkcję drugiego pojazdu marki SEAT, modelu 600, który produkowany był na licencji Fiata (Fiat 600). W 1965 roku rozpoczęto eksport pojazdów poza rynek hiszpański, m.in. do Kolumbii.
W 1973 roku rozpoczęto budowę Centrum Technicznego w Martorell, które ruszyło w 1975 roku. W 1980 roku włoski FIAT sprzedał 7% swoich udziałów Narodowemu Instytutowi Przemysłu Hiszpanii, dzięki czemu SEAT stał się w całości hiszpańskim producentem samochodów. 30 września 1982 roku podpisana została umowa o współpracy z niemieckim koncernem motoryzacyjnym Volkswagen AG, a w 1986 roku Volkswagen zakupił 51% pakiet akcji SEAT, przejmując jednocześnie kontrolę nad firmą. W krótkim czasie udziały te powiększone zostały do 79%, a w 1990 roku do 99,99%. W 1990 roku nazwę Sociedad Española de Automóviles de Turismo zmieniono na krótki wyraz pochodzący od pierwszych liter pierwotnej nazwy - SEAT. W 1991 roku wprowadzono na rynek pierwszy model zbudowany we współpracy z niemieckim Volkswagenem, opracowany na płycie podłogowej Golfa II - Toledo.
W 2002 roku SEAT w ramach koncernu Volkswagen AG dołączył wraz z Audi oraz Lamborghini do Grupy Volkswagena. W 2006 roku otwarta została nowa siedziba marki w Martorell w pobliżu Barcelony.

## Modele samochodów

### Obecnie produkowane

#### Samochody osobowe
- Ibiza
- León

#### SUV-y i crossovery
- Arona
- Ateca

### Wycofane z produkcji
- 124
- 127
- 128
- 131
- 132
- 133
- 600
- 800
- 850
- 1200
- 1400
- 1430(inne języki)
- 1500(inne języki)
- Alhambra
- Altea
- Arosa
- Córdoba
- Exeo
- Fura
- Inca
- Málaga
- Marbella
- Mii
- Mii Electric
- Panda
- Ritmo
- Ronda
- Tarraco
- Terra(inne języki)
- Toledo
- Trans(inne języki)

### Modele koncepcyjne
- Proto T (1989)
- Proto C (1990)
- Proto TL (1990)
- Concept T (1992)
- Concept T cabrio (1993)
- Bolero (1998)
- Formula(inne języki) (1998)
- Salsa (2000)
- Tango (2001)
- Cupra GT(inne języki) (2003)
- Tribu(inne języki) (2007)
- Bocanegra (2008)
- IBZ(inne języki) (2009)
- IBE (2010)
- IBX(inne języki) (2011)
- IBL (2011)
- El-Born (2019)